# Wacław Wantuch
Wacław Wantuch né en 1965 à Tuchów, est un photographe et auteur polonais vivant et travaillant à Cracovie.
Wacław Wantuch est particulièrement connu pour ses photographies de nus féminins.

## Biographie
Wacław Wantuch a fait ses études à l'Académie des beaux-arts de Cracovie. Il est membre de l'Union des artistes-photographes polonais (pl) (ZPAF).
Il est l'auteur du livre Kamień wawelski? (Castor, Cracovie, 1992,  (ISBN 83-900879-0-1) et d'albums photographiques de nus. Il a présenté des expositions personnelles en Pologne et à l'étranger et est présent dans les collections permanentes de plusieurs musées. Ses photos sont caractérisées par des poses surprenantes.

## Œuvres imprimées
- Akty, Éditions Bosz, Olszanica 2010,  (ISBN 978-83-7576-113-9)
- Akt2 (textes de Jerzy Pilch), Éditions Bosz, Olszanica 2006,  (ISBN 978-83-7576-080-4)
- Akt, Éditions Bosz, Olszanica 2006,  (ISBN 83-87730-61-0)
- Kraków, Cracow, Éditions Art Partner, Cracovie, 2003  (ISBN 83-920115-1-1)
- Kraków, Cracow, Krakau, Cracovie (avec Karolina Rakoczy et Maria Poniewierska), Sepia collection, Cracovie, 2001  (ISBN 978-83-915319-0-7)
- Kamień wawelski ?, Éditions Castor, Cracovie, 1992  (ISBN 83-900879-0-1)

## Sur scène
- Mise en scène d'une performance : « Kamień, światło, dźwięk » (Pierre, lumière et son), Théâtre Juliusz Słowacki de Cracovie, 1992